# Histoires de guerres futures
Histoires de guerres futures est le trentième-quatrième tome, et le vingtième-deuxième volume de la deuxième série, de La Grande Anthologie de la science-fiction, paru en 1985.
Préfacé par Jacques Goimard, l'ouvrage réunit dix-neuf nouvelles publiées entre 1952 et 1969.
L'image de couverture de la seconde édition a été réalisée par Manchu ; elle représente un vaisseau spatial posé (écrasé ?) sur un astéroïde ou une petite lune ; dans l'arrière-plan se situe une planète gigantesque.

## Publication
- Jacques Goimard (dir.), Histoires de guerres futures, Le Livre de poche no 3819, 1985.  (ISBN 2253036293)

## Extrait de la préface
« 
La guerre est un thème universel, dont la S-F ne saurait revendiquer le monopole. 
Pourtant c'est un thème familier en S-F, si familier qu'il a contribué à populariser une image négative du genre. Tantôt l'on y voit des récits fantasmatiques, donc sadiques, alimentant les rêves de violence qui — on le sait bien — ne pourraient pas sans cela éclore dans la cervelle des adolescents ; tantôt l'on y voit l'expression  mal dégrossie de l'agressivité ambiante, prédisant et attendant le pire, nourrissant la crainte populaire de l'avenir et favorisant toutes les phobies collectives ; de toute façon, c'est une imagerie de bazar étalant des coloris vulgaires sur des émotions brutes. N'est-ce pas ?
La S-F ne mérite sans doute pas toujours les réactions phobiques qu'elle continue de susciter chez ses fidèles ennemis. Pourtant le fait est qu'elle parle souvent de la guerre, si souvent qu'il y a de quoi s'interroger. Peut-être le genre a-t-il une vocation particulière à traiter les grands phénomènes collectifs ou cosmiques dont la guerre n'est pas le moindre ; peut-être aussi faut-il reconnaître qu'il n'y a pas de narration sans conflit et que la guerre est un conflit qui en vaut un autre.
Cependant ces explications ont leurs limites. Nous rencontrons la guerre dans l'histoire avant de la rencontrer dans la S-F. L'imagination ne procède pas au hasard.

Par exemple, il n'est pas sans intérêt d'observer que la S-F a abordé le problème du comment de la guerre avant de se poser la question du pourquoi. C'est ce qui ressort de toutes les études sur ce thème. (…) »
— Extrait des cinq premiers alinéas de la préface

## Liste des nouvelles

### Le Voisin
- Auteur : Robert Silverberg
- Nouvelle écrite en janvier 1964 et parue en août 1964 sous le titre Neighbor dans Galaxy Science Fiction.

### Sentinelle
Micronouvelle de deux pages écrite par Fredric Brown et parue en 1954. 
Titre original : Sentry.

### Honorable Adversaire
Nouvelle écrite par Clifford Simak et parue en 1956. 
Titre original : Honorable Opponent.

### Mauvais Contact
Nouvelle écrite par Idris Seabright, pseudonyme de Margaret St. Clair, parue en 1954. 
Titre original : Short in the Chest.

### Le Porte-guigne
- Nouvelle écrite par Mack Reynolds et parue en 1954.
- Titre original : Prone (« Prédisposé »).

### Mars est à nous!
- Nouvelle écrite par Alfred Coppel et parue en 1954. Il est à noter que la nouvelle est parue juste après la fin de la guerre de Corée (1950-1953), très présente dans les esprits à cette date.
- Titre original : Mars Is Ours.
- Résumé : Une guerre longue et terrible oppose les Américains aux Soviétiques, y compris sur Mars. Sur la planète rouge, depuis des années, les deux camps se font la guerre dans les immensités martiennes. Un jour, le commandant Marrane et le sergent Hallerock quittent la base américaine pour faire une patrouille de plusieurs semaines à bord de leur char de combat. Et très vite, loin de la Terre, on ne sait plus trop pour quoi, pour qui, l'on se bat. Guerre sans objet, sans cause, sans objectif, si ce n'est tuer le plus de Russes possible. Un jour, les deux hommes, dans leur char spatial, croisent un peloton de Russes, qui déclarent vouloir se rendre, n'ayant plus de munitions. Le chef du commando est une colonelle russe, assez jolie d'ailleurs. Marrane se demande si elle aussi a perdu la foi en cette guerre incompréhensible, et laisse son esprit vagabonder, du moins jusqu'au moment où Hallerock lui annonce que la base américaine vient d'être anéantie par le commando russe. De rage, Marrane balance les membres du commando russe hors du char, et les regarde s'asphyxier. Quand il revient au centre de commandement du char, il découvre que Hallerock vient de se suicider par pendaison. Il est le seul terrien restant sur la vaste étendue aride et désertique de la planète rouge, tous les autres militaires sont morts : oui, cette fois (mais pour combien de temps ?), « Mars est à nous ! ».

### Les Tranchées de Mars
- Nouvelle écrite par Fritz Leiber et parue en 1952.
- Titre original : The Foxholes of Mars.
- Résumé : Le héros de la nouvelle, dont on ignorera l'identité, est un soldat désabusé. On lui dit de se battre : il se bat. Mais à quoi bon ? Pour qui, pour quoi se bat-on ? Vers quelle finalité, pour quelle cause ? Alors, il fait son boulot de soldat ; il fait la guerre, sans la haïr, sans l'aimer non plus. Et il n'en a « rien à foutre » de rien, de lui, des autres, de la guerre comme de la paix.

### Votre soldat jusqu'à la mort
- Nouvelle écrite par Michael Walker [1] et parue en 1966. Elle a été écrite en pleine guerre du Viêt Nam et concerne le retour à la vie civile de soldats à démobiliser.
- Titre original : Your Soldier unto Death.
- Liste des publications de la nouvelle, sur iSFdb
- Résumé : La guerre opposant les Terriens aux Kreekal a été longue et cruelle. Attaques, contre-attaques, batailles spatiales se sont succédé pendant des mois, des années. Mars a été entièrement détruite, mais les Terriens sont parvenus à faire exploser le soleil du système ennemi : la paix est sur le point d'être conclue. La paix est acquise, donc tout va bien. Mais un problème se pose. Il a fallu envoyer à la bataille des centaines de millions de soldats. Génétiquement modifiés afin de n'avoir aucune envie sexuelle, socialement et militairement endoctrinés, ils ne savent faire qu'une seule chose : se battre jusqu'à la mort. Alors, au moment de la démobilisation, que va-t-on faire de ces millions de soldats qui ne mèneront aucune vie familiale, qui n'ont aucun goût pour commencer des études universitaires, qui seront socialement improductifs, qui ne savent rien faire d'autre que faire la guerre ? Oui, que va-t-on faire d'eux ? Quelle activité leur donner ? Comment les nourrir ? Où les loger ? Alors le haut commandement a trouvé la solution finale qui contentera tout le monde : on va tous les rassembler sur une petite planète pourvue d'oxygène, et là, eh bien, on les gazera d'un seul coup, en bloc. Ni vu, ni connu ! Pour le bien de l'humanité, bien entendu…

### La Première et dernière demeure
- Nouvelle écrite par Joseph Wesley et parue en août 1969.
- Titre original : Womb to Tomb.
- Liste des publications de la nouvelle, sur iSFdb
- Résumé : L'amiral Burkens, chef du Centre de rééducation fonctionnelle pour les pilotes de vaisseaux spatiaux blessés au combat, reçoit la visite du sénateur Grimes. Grimes vient prendre des nouvelles de son fils Jim, blessé face aux Kwartah à qui l'on livre, depuis longtemps déjà, une guerre âpre et difficile. Burkens lui décrit alors un engin de combat, « l'Œuf », qui permet aux pilotes d'être plus efficaces. Le soldat est plongé dans une capsule hermétique, emplie d'un liquide qui permet à la fois la respiration et la nutrition. L'Œuf, doté d'un blindage hyper-résistant et de moyens de protection perfectionnés (il sert notamment de canot de secours), s'est révélé très efficace, car il permet au soldat de rester perpétuellement en condition de combat. Mais, revers de la médaille, celui-ci s'habitue tellement à son Œuf qu'il ne veut plus en sortir, tel un enfant qui souhaite demeurer dans le liquide amniotique maternel. L'Œuf est devenu la première demeure (comme durant la phase fœtale) mais tend à devenir aussi la dernière demeure du soldat. En cas de sortie forcée, le traumatisme équivaut à celui d'une césarienne, mais le soldat entre alors en catalepsie et régresse à l'état psychique de nourrisson. Le Centre de rééducation a donc pour fonction de rééduquer à une vie normale des milliers de soldats sortis de leur Œuf. Selon les études, on ne peut en sortir que trois fois ; à la quatrième fois, on est « perdu psychiquement », il ne faut donc s'y risquer qu'en cas d'extrême urgence (comme une attaque massive de l'ennemi). C'est pourquoi, après trois sorties de l'Œuf, on est envoyé à l'arrière, en tant que soutien logistique. C'est le cas de Jim, et que le sénateur Grimes se rassure : son fils aura beau supplier, menacer ou hurler, il ne retournera plus dans un Œuf. Burkens explique encore que c'est aussi son propre cas. La nouvelle se termine par cette dernière phrase de Burkens : « Bon Dieu ! J'aimerais que les Kwartah nous attaquent ici même ! ».
- Voir aussi la nouvelle La Mère, nouvelle écrite par Alfred Coppel et parue en septembre 1952.

### Hymne de sortie du clergé
- Auteur : Fredric Brown
- Titre anglais : Recessional (traduction approximative : « Récessionnel » ; par opposition à Processional - processionnel / qui concerne une procession)
- Dans la réédition chez Folio SF en 2001, la nouvelle a été titrée L'Hérésie du fou.
- Cette micronouvelle de trois pages est parue en VO en 1960 ; en VF en 1963
- « Fiche de la nouvelle » sur le site NooSFere
- Liste des publications de la nouvelle, sur iSFdb
- Résumé : Un simple soldat raconte la guerre que se sont livrée deux armées opposées, les Blancs (dont il fait partie) contre les Noirs. La guerre a été longue, les pertes en soldats ont été effroyables, les Chevaliers ont été perdus. Le Roi lui-même, depuis la perte de la Reine, n'est plus le même homme : il semble avoir perdu tout espoir en l'issue des combats. Le soldat craint pour l'âme de son ami l'Évêque, qui manquait de foi et prétendait qu'ils n'étaient que des marionnettes entre les mains d'un dieu invisible ; et pire, que leur guerre n'était pas celle du Bien contre le Mal, et que peu importe en fait de savoir qui gagnera ou perdra. Enfin, dans un ultime mouvement, la guerre est gagnée, tout est fini. Mais les forces qui restent s'enfoncent dans un gouffre ; le champ de bataille disparaît dans les ténèbres. « Ce n'est pas juste !, pense le soldat, nous avons gagné ! » [2].

### La Ville
- Nouvelle écrite par Ray Bradbury et parue en 1950 dans Startling Stories. Elle a été ultérieurement intégrée dans le recueil L'Homme illustré (1954).
- Titre original : The City.
- Résumé : Une expédition de reconnaissance humaine explore une planète et son unique ville. Ils ignorent que celle-ci a déjà reçu la visite d'humains, 20 000 ans auparavant, qui ont massacré la petite population locale. Les habitants, avant de voir leur espèce s'éteindre, ont programmé la ville au cas où des humains reviendraient… Et aujourd'hui des êtres inconnus foulent le sol de la planète, et spécialement de la ville. Les humains parcourent donc ses rues, inquiets : ils ont l'inexplicable impression qu'« on » les observe. L'un d'eux est happé soudainement par un engin et disparaît mystérieusement. Son corps est découpé, analysé, ADNisé : l'intelligence artificielle qui dirige la Ville les a reconnus, et lance donc son implacable programme d'action. Un à un, les humains sont capturés, tués et remplacés par des mécanismes d'androïdes qui prennent leur place dans leurs corps, comme lors d'une opération de taxidermie. Les neuf explorateurs se regroupent près du vaisseau spatial : ce ne sont plus des humains, morts depuis longtemps, mais des artefacts extraterrestres, qui chargent dans les soutes du vaisseau de terribles bombes à maladie. La vengeance, qui est un plat qui se mange froid, sera implacable…
- Voir une autre nouvelle qui évoque le cas d'un lieu d'habitation qui tue les astronautes : Paradis II (1954), de Robert Sheckley.

### La guerre est finie
- Nouvelle écrite par Algis Budrys et parue en 1957.
- Titre original : The War Is Over.
- Résumé : Sur une lointaine planète, des humains ont consacré des siècles, des générations et d'incroyables efforts à construire un Vaisseau spatial. Celui-ci est enfin achevé. À Simpson, le pilote, Edgeworth remet un petit Boîtier concernant le Message à remettre à la planète-mère. Simpson réussit à décoller et à naviguer, et enfin il rencontre un navire peuplé d'humains qui l'accueillent à leur bord. Simpson découvre alors des êtres étranges, étonnés de le voir parler le Terrien-universel et qui parlent de lui comme d'une « créature ». Simpson fait ce qu'il doit faire, ce à quoi tant de gens ont consacré leur vie, il délivre le Message : « La Guerre est finie ! Elle est finie ! Nous avons gagné ! » et leur remet le Boîtier. Les deux humains sont interloqués : de quelle guerre parle-t-il ? Qu'est-ce que ce boîtier ? Ils l'ouvrent; c'est une boîte de message spatial qui n'a plus cours depuis des siècles, et il contient un document manuscrit, le Journal de bord du V.N.T.S. Lièvre. Sa lecture leur permet de comprendre toute l'histoire. Quatre siècles auparavant, le vaisseau spatial Lièvre a été attaqué par un vaisseau Eglin qui ignorait que la paix venait juste d'être signée. Gravement touché, le vaisseau s'est écrasé sur une planète inconnue, peuplée de petits êtres ressemblant « à des lézards mâtinés de chiens de prairie ». Le pilote, Norman Castle, est blessé aux jambes, sa radio ne fonctionne plus, le vaisseau est détruit. Castle met alors en route le programme AID : les bestioles autochtones vont avoir leur esprit et leur corps modifiés de telle manière qu'elles vont réparer le navire même après sa mort inéluctable ; toute leur énergie sera consacrée à la tâche de délivrer le Message — la fin de la guerre — le Journal de bord à des humains. Stupéfaits d'apprendre que les étranges petits extraterrestres ont travaillé pendant des siècles pour délivrer un message complètement obsolète, les humains constatent que le programme AID vient de s'arrêter. La nouvelle se termine ainsi : « Mais Simpson ne l'entendait pas. Il se sentait entièrement vide. Le démon l'avait quitté et son esprit se refermait. Il avait perdu tout intérêt pour ce qui importait aux yeux des hommes. Il était à présent à quatre pattes sur le sol et, tout en gémissant, déchirait rageusement ses vêtements à belles dents. »

### Le Sacrifié
- Nouvelle écrite par Philip K. Dick et parue en 1953.
- Titre original : Expendable (« Non récupérable »).
- Résumé : Le héros de cette courte nouvelle, dont on ignorera l'identité, découvre que les petits animaux auxquels les humains ne prêtent guère attention (fourmis, araignées, abeilles, guêpes, libellules, crapauds, oiseaux, etc) parlent beaucoup et s'agitent. Il peut entendre leurs conversations, et tout ceci l'inquiète terriblement. Ce n'est pas tant son étrange pouvoir de percevoir les pensées de ces animaux qui l'inquiète, mais le sentiment que « quelque chose se prépare », que « quelque chose va avoir lieu ». Un soir, il découvre des milliers, ou plutôt des millions de fourmis, qui l'attendent dans sa maison, prêtes à le dévorer. Il parvient à s'échapper. Une araignée lui explique le fin mot de l'histoire. Il y a quelques millions d'années, les humains sont venus d'une autre planète et ont conquis la Terre. Une guerre a eu lieu entre ces humains (qui sont donc en fait des envahisseurs) et les animaux peuplant la Terre. Les envahisseurs humains ont certes gagné cette guerre, mais maintenant, l'heure de la revanche est venue. La grande Révolte est proche. L'araignée lui dit qu'il y a néanmoins plusieurs clans entre les animaux, et que certaines espèces vont prendre le parti des humains. La nouvelle Guerre qui s'annonce va être terrible, mais il est possible que l'on passe à côté du désastre. Le héros répond qu'il est heureux d'apprendre qu'il va avoir la vie sauve. Mais il comprend alors que l'araignée ne parlait pas de lui, mais de l'espèce humaine prise dans son ensemble. Quant à lui, son sort paraît irrémédiablement scellé : il sera hélas le premier à mourir, en raison de sa faculté à comprendre le langage animal.

### La Libération de la Terre
Nouvelle écrite par William Tenn et parue en 1953. 
Titre original : The Liberation of Earth.

### Champ de bataille
- Nouvelle écrite par J. G. Ballard et parue en 1969.
- Titre original : The Killing Ground.
- Résumé : Les États-Unis sont en guerre contre de nombreux pays ; des millions de soldats sont mobilisés tout autour du monde dans des batailles sans fin. La nouvelle raconte la vie de deux officiers américains, Pearson et Tulloch, en guerre contre les forces britanniques. On ignore tout des origines du conflit, de sa naissance, de ses causes, de ses développements. Le lecteur constate qu'il ne peut pas faire la différence entre Américains et Britanniques et qu'il n'y a ni « bons », ni « méchants ». Il y a seulement des soldats qui font la guerre, sans réelle motivation, sans haine, ni sans cruauté inutile. À la fin de la nouvelle, les Américains, après avoir exécuté des Britanniques, conformément aux ordres reçus, sont eux-mêmes tués. Absurdité de la guerre…

### Bienvenue, camarade!
- Nouvelle écrite par Simon Bagley, pseudonyme de Desmond Bagley, et parue en 1964.
- Titre original : Welcome, Comrade.
- Liste des publications de la nouvelle, sur iSFdb
- Résumé : Johnny Murphy est un journaliste.  Revoyant Jack Lindstrom, un copain d'université, il se fait embaucher dans un think tank appelé « Projet Américain ». Après plusieurs mois de travail au sein de cet organisme, il est troublé. À quoi sert réellement cette organisation ? Ne serait-elle pas le paravent de quelque chose d'occulte ? D'un service de renseignement secret ? Ou de quelque chose d'autre, plus mystérieux encore ? Il menace Jack Lindstrom et ses supérieurs d'aller confier ses doutes à d'autres confrères journalistes, et de faire une série de publications d'articles dans divers journaux du pays. Il est reçu par le Directeur général adjoint du Projet Américain, qui lui annonce qu'on va lui expliquer la vraie raison de ce Projet. Mais il faut que Johnny sache que le projet est ultrasecret, et qu'il a été embauché parce que l'on sait, de par l'étude de son mode de vie et après fouille de sa vie privée, qu'il est un homme loyal et patriote. De toute façon, s'il est seulement soupçonné de vouloir révéler la vérité, il sera exécuté sans autre forme de procès. Voilà de quoi il s'agit : les sciences neurologiques et biologiques ont fait d'énormes progrès ces dernières décennies, et on pense être capable, d'ici quelques années, de créer un rayon idéologique. En clair, cela signifie que toute personne touchée par ce rayon verra son point de vue modifié et pensera à la manière des américains, dans le cadre des libertés politiques et sociales, avec une conviction que le capitalisme est le meilleur système pour des sociétés complexes. De nombreuses personnes ont été embauchées : neurologues, psychiatres, biologistes, physiciens, techniciens, cybernéticiens, mais aussi psychologues, sociologues, anthropologues, ethnologues, juristes, journalistes. Il a été embauché au service de relations publiques afin, le jour venu, d'être en mesure d'expliquer la finalité du projet au peuple américain. Il va sans dire que ce projet ultrasecret, plus important encore que le Projet Manhattan qui avait vu dans les années 1940 l'élaboration de la bombe atomique, permettra à l'Amérique de gagner sans coup férir la guerre froide l'opposant au Bloc communiste. L'utilisation à grande échelle du rayon idéologique transformera les soviétiques en adeptes du système politique, économique et social américain, tout simplement. Face à ces révélations, Johnny est interloqué, puis enthousiaste. Il promet de garder un secret absolu sur ce Projet grandiose. Plusieurs années se passent, jusqu'au jour où le Rayon est prêt à être utilisé. Une ultime réunion est prévue le lendemain. La nouvelle se termine ainsi : « Harden et une demi-douzaine de responsables étaient sur l'estrade, assis autour d'une table. Au bout de quelques minutes, Harden se leva et frappa sur la table avec un marteau.  — Camarades travailleurs scientifiques, commença-t-il, je vous ai réunis pour que nous puissions élire pour notre organisation un Comité de travailleurs régulièrement constitué. (…) Vous devez vous être rendu compte à présent que la grande et glorieuse Union soviétique a montré une fois de plus sa supériorité sur l'impérialisme bourgeois. »  Tous les communistes présents, c'est-à-dire nous tous, applaudirent. »

### Si les mythes m'étaient contés
- Nouvelle écrite par Fritz Leiber et parue en 1963.
- Titre original : Myths my Great-Grand-Daughter Taught Me.
- Article connexe : Mythologie nordique
- Ne pas confondre avec la nouvelle Une fois les mythes rentrés chez eux de Robert Silverberg.
- Résumé : Un arrière-grand-père est interrogé par son arrière-petite fille. Se pourrait-il que l'ensemble de la Mythologie nordique représente des traits de vérité qu'il s'agirait de « décoder » ? Ces mythes nordiques, pour peu qu'on sache les traduire correctement, ne parlent-ils pas d'aires de lancement, de stations radar, d'hyper-sonars, d'autocorrection de trajectoire, de cuirassés de poche, de vaisseaux spatiaux, de missiles nucléaires, de transmutation atomique ? Les Nains ne représentent-ils pas les scientifiques ? Les géants des neiges sont-ils les Russes ? Les Ases sont-ils les Américains ? Le Jötunheim et l'Ásgard sont-ils respectivement la Russie et les États-Unis ? Le Midgard représente-t-il l'Europe ? Qui est donc Loki, le grand perturbateur ? Le problème de ces mythes nordiques, c'est que tout fini au Ragnarök, la fin du monde. L'arrière-grand-père se réveille de sa torpeur.  Quel rêve bizarre il a fait ! Il n'a pas d'arrière-petite fille, et sa petite fille n'a que deux ans. Oui, il n'a pas d'arrière-petite-fille, pour l'instant…

### Les Défenseurs
- Nouvelle écrite par Philip K. Dick et parue en 1953.
- Titre original : The Defenders.
- Résumé :

### Pas de trêve avec les rois!
Nouvelle écrite par Poul Anderson et parue en 1963. 
Titre original : No Truce with Kings.